# ジョン・ガルシア
ジョン・ガルシア（英語: John Garcia、1917年6月12日 - 2012年10月12日）は、アメリカ合衆国の心理学者。味覚や味の嫌悪についての研究活動や、『ガルシア効果』の発見などの功績が知られている。

## 生涯
カリフォルニア大学バークレー校で学び、カリフォルニア州立大学ロングビーチ校助教授、ハーバード医学専門大学院外科講師、ニューヨーク州立大学ストーニーブルック心理学科教授およびユタ大学心理学教授などを務めた。
2002年に発刊された一般心理学調査において、ジェームズ・ギブソン、デビッド・ラメルハート、ルイス・サーストン、マーガレット・フロイ・ウォッシュバーンおよびロバート・S・ウッドワースとともに20世紀、最も多く引用された心理学者と評価した。95歳で死去した。